# Zlobice
Zlobice (en allemand : Slobitz, précédemment : Zlobitz) est une commune du district de Kroměříž, dans la région de Zlín, en République tchèque. Sa population s'élevait à 594 habitants en 2025.

## Géographie
Zlobice se trouve à 7 km à l'ouest de Kroměříž, à 27 km à l'ouest-nord-ouest de Zlín et à 225 km au sud-est de Prague.
La commune est limitée par Kojetín et Bezměrov au nord, par Lutopecny à l'est, par Rataje et Zborovice au sud et par Věžky à l'ouest.

## Histoire
La première mention écrite du village date de 1078.

## Transports
Par la route, Zlobice se trouve à 7 km de Kroměříž, à 39 km de Zlín, à 60 km de Brno et à 291 km de Prague.

## Source
- (cs) Cet article est partiellement ou en totalité issu de l’article de Wikipédia en tchèque intitulé « Zlobice » (voir la liste des auteurs).